# Christian Friedrich Voigt (Orgelbauer, um 1725)
Christian Friedrich Voigt (* um 1725 in Damm, Pommern; † 5. November 1780 in Wartin, Pommern) war ein deutscher Orgelbauer und Organist in Wartin.

## Leben
Sein Vater war Instrumentenbauer in Damm bei Stettin. Christian Friedrich Voigt wurde 1767 Organist in Wartin. Für den Dienst in Wartin und im benachbarten Blumberg ist ein Jahresgehalt von 20 Talern überliefert.
Sein Sohn Ernst Otto Voigt (1756–1827) wurde Nachfolger als Organist und Orgelbauer in Wartin. Von ihm sind einige Reparaturen bekannt.

## Werke (Auswahl)
Von Christian Friedrich Voigt sind einige Orgelneubauten in Pommern, in der Uckermark und dem Barnim bekannt. Die große Orgel in Stettin wies Merkmale der Wagner-Schule auf.
| Jahr | Ort          | Gebäude      | Bild | Manuale | Register | Bemerkungen                            |
| ---- | ------------ | ------------ | ---- | ------- | -------- | -------------------------------------- |
| 1752 | Klobbicke    | Dorfkirche   |      | I/P     | 5        | ? Zuschreibung                         |
| 1767 | Eberswalde   | St. Johannis |      | I       | 7        | 1835 nach Liepe, 1910 ersetzt          |
| 1771 | Stettin      | St. Marien   |      | II/P    | 27       | nicht erhalten                         |
| 1773 | Blumberg     | Dorfkirche   |      | I/P     | 8        | erhalten                               |
| 1773 | Schmiedeberg | Dorfkirche   |      | I/P     | 8        | ersetzt im 19. Jahrhundert durch Dinse |
| 1774 | Heegermühle  | Dorfkirche   |      | I       | ?        | nicht erhalten                         |
| 1775 | Niederfinow  | Kirche       |      | I       | ?        | nicht erhalten                         |

Weitere Arbeiten und Angebote
| Jahr                   | Ort     | Gebäude    | Bild | Manuale | Register | Bemerkungen                                                   |
| ---------------------- | ------- | ---------- | ---- | ------- | -------- | ------------------------------------------------------------- |
| 1754                   | Stettin | St. Jakobi |      |         |          | Reparatur-Angebot, nicht ausgeführt                           |
| zwischen 1767 und 1780 | Wartin  | Dorfkirche |      | I       | 8        | Umbau der Wagner-Orgel, Voigt galt bis 1999 als deren Erbauer |